# پریست لادردیل
پریست لادردیل (انگلیسی: Priest Lauderdale؛ زادهٔ ۳۱ اوت ۱۹۷۳) یک بازیکن بسکتبال اهل ایالات متحده آمریکا است. از باشگاه‌هایی که در آن بازی کرده‌است می‌توان به باشگاه بسکتبال مهرام تهران، آتلانتا هاوکس، باشگاه بسکتبال صباباتری، باشگاه فوتبال النصر امارات، و دنور ناگتس اشاره کرد.